# Nippancistroger sinensis
Nippancistroger sinensis är en insektsart som beskrevs av Tinkham 1936. Nippancistroger sinensis ingår i släktet Nippancistroger och familjen Gryllacrididae. Inga underarter finns listade i Catalogue of Life.